# Telefonist

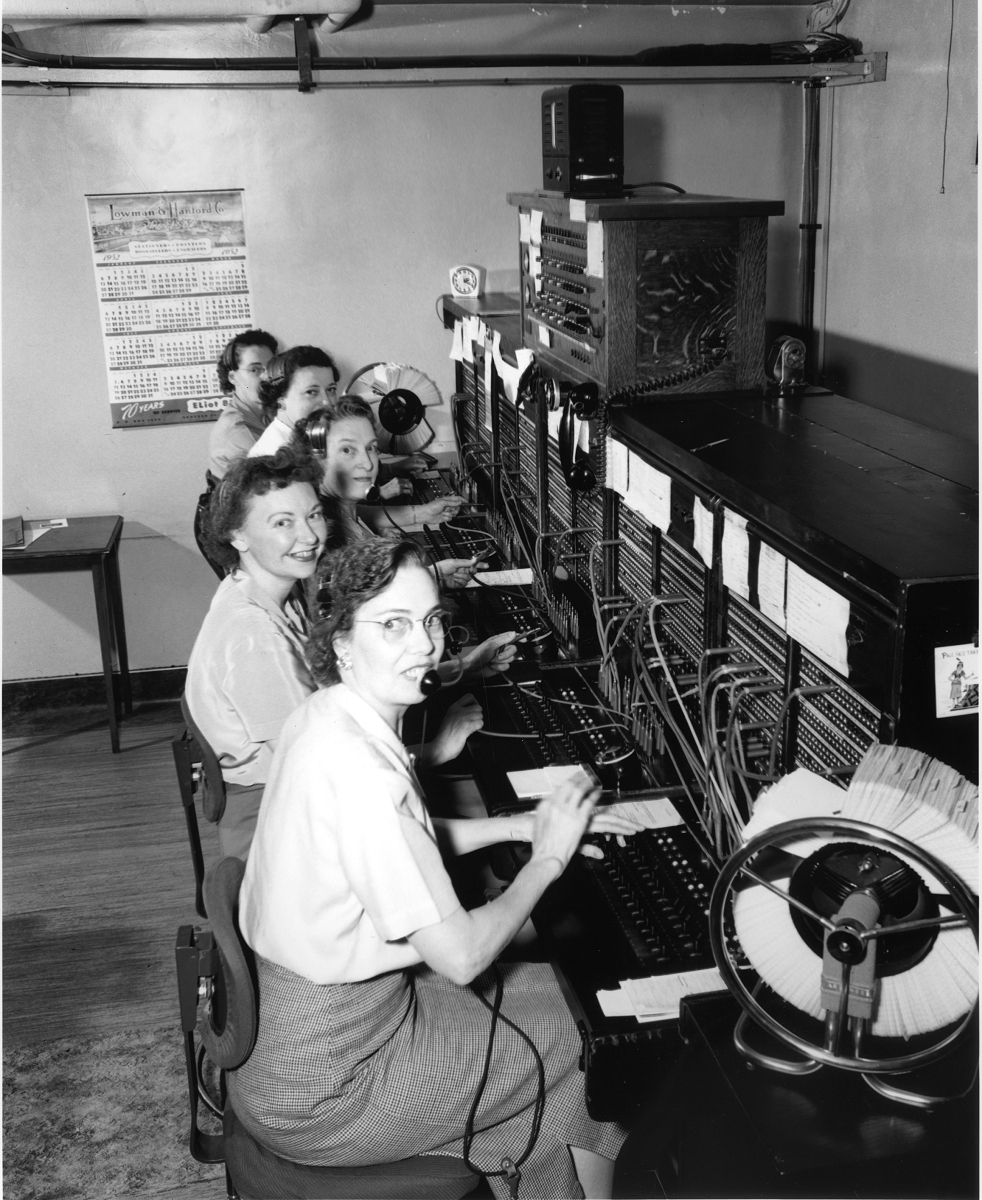
Telefonisten in 1952

Een telefonist of telefoniste is iemand die zorgt voor het tot stand komen van telefoongesprekken.

## Openbare centrales
Vanouds, voor de introductie van de automatische telefooncentrale, liepen alle gesprekken via telefonisten. Een oproeper zei tegen de telefonist wie hij wenste te spreken (naam of telefoonnummer) en deze bracht, veelal door koorden met stoppen in klinken te steken, de gewenste verbinding tot stand.
Verder zorgde de telefonist voor het bijhouden van de gesprekskosten.
Thans wordt nog wel de hulp van een telefonist ingeroepen voor een gesprek voor rekening van opgeroepene, een persoonlijk gesprek en om een telefoonnummer op te vragen. Ook deze taken worden steeds meer geautomatiseerd.

## Bedrijfscentrales
Telefonisten zijn thans nog te vinden bij grotere bedrijven, voor inkomende en uitgaande gesprekken. 

### Inkomende gesprekken
Een externe oproeper kan soms direct het toestelnummer kiezen van degene die hij wenst te spreken, maar het gesprek kan ook door een telefonist beantwoord worden. Dat is belangrijk als de oproeper het toestelnummer niet kent of als hij niet weet welke persoon hij nodig heeft. De telefonist zorgt er dan voor dat het gesprek wordt doorverbonden. Het klassieke paneel met klinken wordt daarbij thans niet meer gebruikt - een moderne telefonist kiest het nummer op een toetsenbord. Tegenwoordig wordt een gesprek vaak behandeld door een automatische beantwoorder, waarbij de oproeper mondelinge instructies krijgt en met het toetsenbord van de telefoon het gewenste aangeeft. 

### Uitgaande gesprekken
Om te vermijden dat het personeel veel telefoonkosten maakt met privégesprekken, wordt soms verlangd dat gesprekken door de bedrijfstelefonist tot stand worden gebracht. Dit gebeurt steeds minder, omdat de personeelskosten niet opwegen tegen de sterk gedaalde telefoonkosten.